# Fuerte de Chepe
El Fuerte Chepe fue una fortaleza establecida en 1603 por el gobernador Alonso de Ribera en el Cerro Chepe, de Concepción, Chile, en la ribera norte del Río Biobío. Fue construido para la defensa de la travesía del río, cerca de su desembocadura, y de la carretera al Concepción Antiguo (Penco). En 1655, fue destruido por los mapuches, en sus levantamientos. En 1656, fue reconstruido por Pedro Porter Casanate, pero en 1660 fue destruido nuevamente por las fuerzas del mestizo Alejo. 
Durante la Guerra chilena de la Independencia, en las alturas del cerro Chepe se reunieron los opositores al desembarco naval de la fuerza realista de Antonio Pareja el 27 de marzo de 1813, siendo más tarde también un factor táctico de las batallas en el oeste de Concepción.

## Ver
- Sistema de fuertes del Biobío